# 哈尔斯塔
哈尔斯塔（挪威語：Harstad，聆听ⓘ）是挪威特罗姆斯郡的市镇，行政中心为哈尔斯塔镇。市镇面积为445.29平方公里，2023年人口数量为24,903人。

## 友好城市
- 丹麦赫尔辛格
- 俄罗斯基洛夫斯克
- 瑞典于默奥
- 芬兰瓦萨

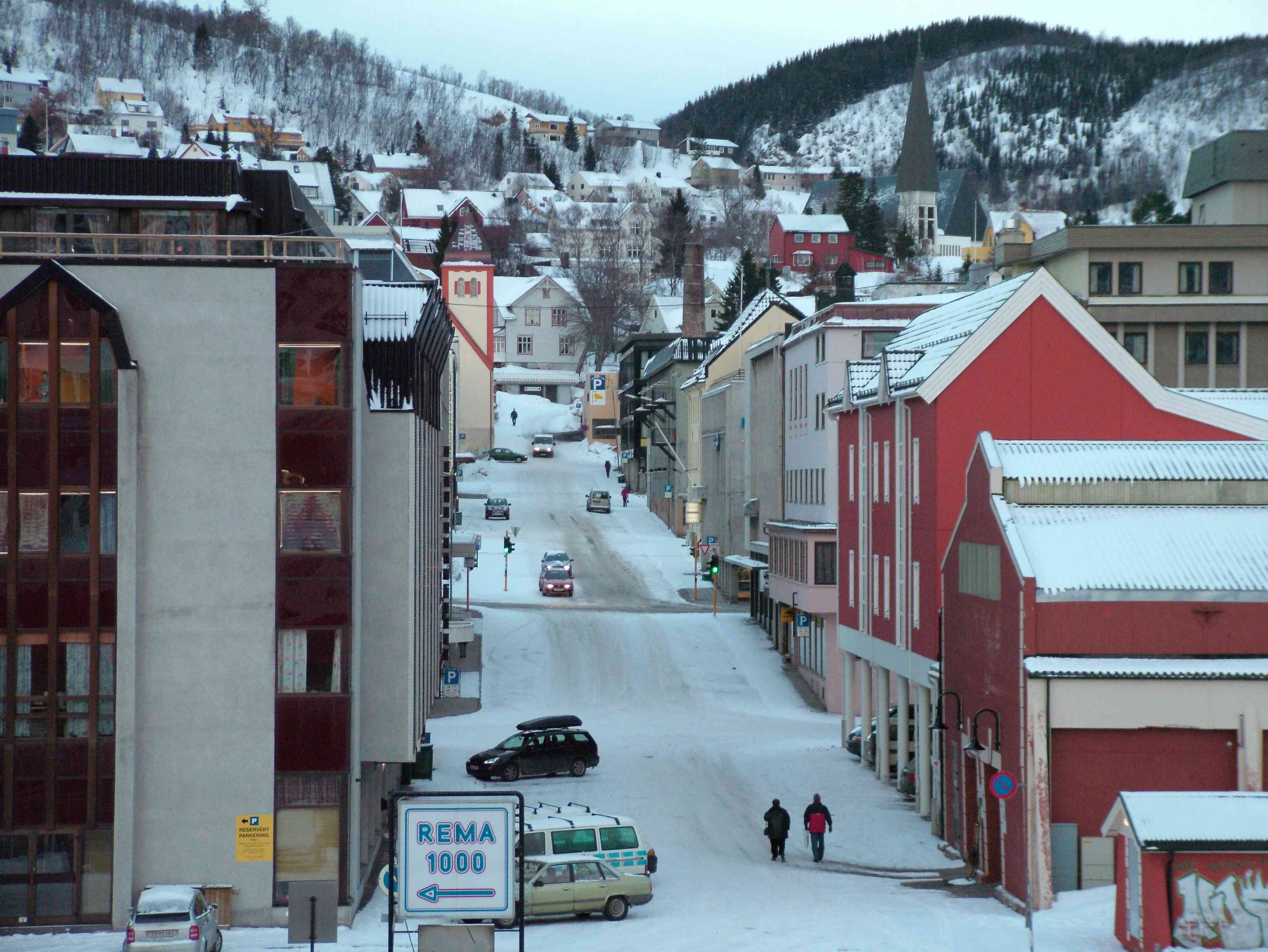
哈尔斯塔市中心雪景
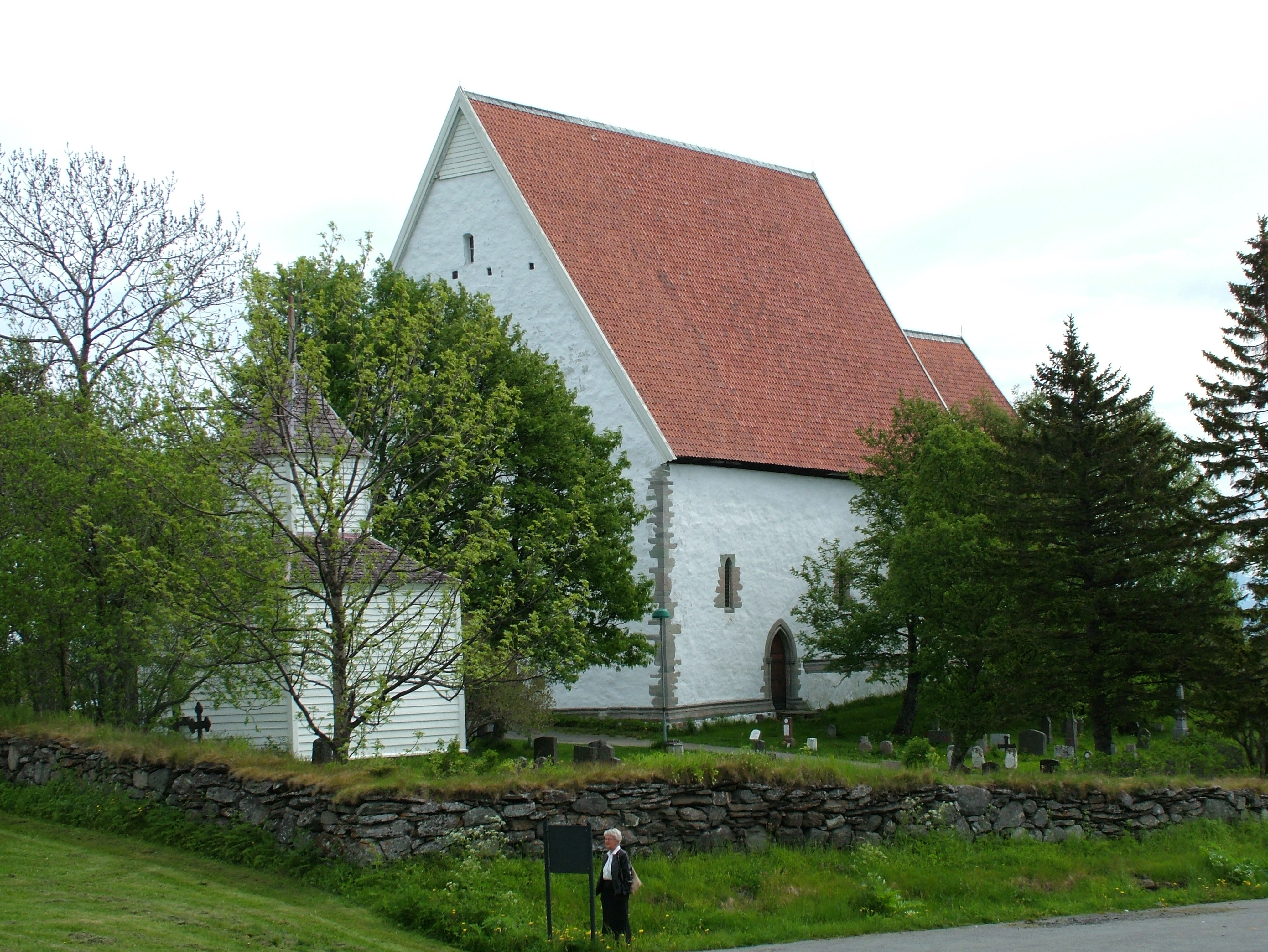
哈尔斯塔教堂
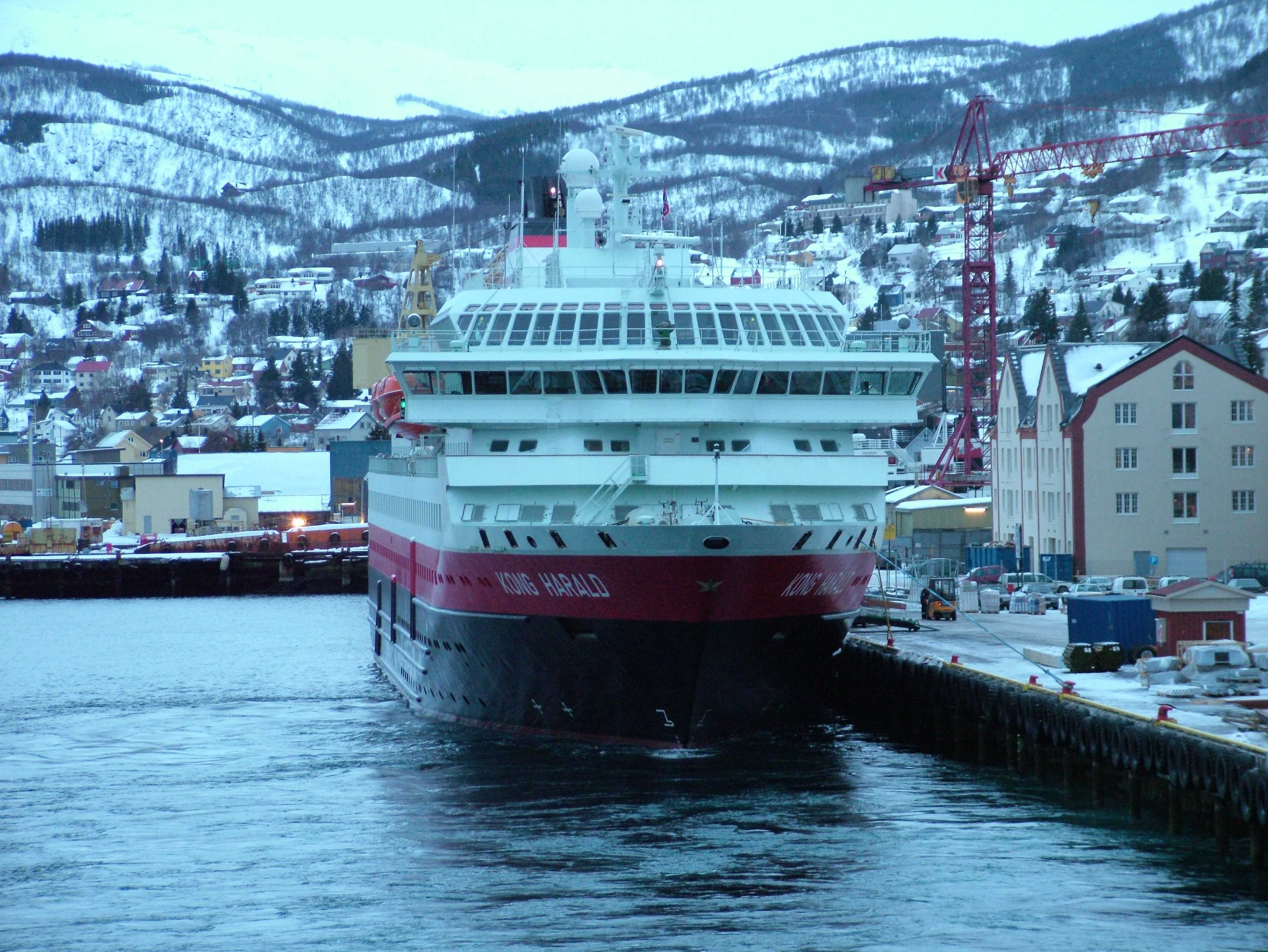
停泊于哈尔斯塔港口的哈拉尔王号邮轮